# Straight Blast
El Straight Blast (ráfaga directa), es una técnica del Jeet Kune Do, que Bruce Lee tomó del Wing Chun. Se basa en una ráfaga de directos ejecutados alternativamente con ambas manos y que busca presionar al contrincante desequilibrándolo, para luego continuar con alguna técnica de finalización.

## Historia
Según Dan Inosanto, "Absolutamente en todo altercado serio en que vi a Bruce Lee, ejecutó un straight blast a su oponente". Es una técnica poco vistosa por lo que cuando Bruce Lee hacía sparring durante las demostraciones, estaba sobre todo pendiente de impresionar al público y no utilizaba el straight blast. En la más famosa demostración en Long Beach, donde hacía sparring a pleno contacto con Dan Inosanto y algunos alumnos, se le podía ver ejecutando algunas patadas a la cara de sus contrarios, en cambio, ver a alguien ejecutando un straight blast no es tan impresionante. Esta técnica puede parecer tosca y ridícula para una persona que no esté iniciado en las artes marciales. 
La razón por la que Bruce Lee pasó gran parte de su corta vida desarrollando la habilidad para ejecutar esta técnica con rapidez y presión sobre el contrario es simple: "El contrincante no puede atacar ni defenderse con eficacia cuando está corriendo hacia atrás tratando de mantener el equilibrio". Un principio de la lucha (independientemente del estilo) es que para que un oponente pueda herirte, necesita tener una base. Sin una base, sin equilibrio, un luchador no puede lanzar ningún golpe con eficacia.

## Fases
Dentro del PFS, desarrollado por Paul Vunak, el straight blast constituye uno de los pilares en su segunda fase. 
Las fases del PFS son:
- Intercepción y destrucción.
- Presión.
- Finalización